# Gisulf II. (Benevent)

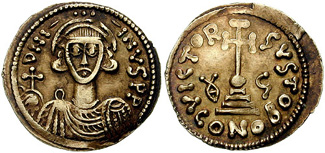
Von Gisulf geprägter Solidus im Namen Kaiser Justinians II.

Gisulf II. (* um 720; † 751) war um 732 und von 742 bis 751 Herzog von Benevent.

## Leben
Gisulf II. war der Sohn des dux Romuald II. von Benevent und der Gumperga, einer Nichte des Königs Liutprand.
Als Romuald II. 731 oder 732 starb, entbrannte ein Nachfolgestreit in dem sich der Usurpator Audelahis zunächst gegen Gisulf II., der noch ein kleines Kind war, durchsetzte. Er regierte zwei Jahre bevor er von Anhängern Gisulfs gestürzt wurde. König Liutprand, der in die Auseinandersetzungen eingegriffen hatte, setzte seinen eigenen Neffen Gregorius als dux ein und nahm Romualds minderjährigen Sohn Gisulf II. nach Pavia, wo er ihn wie einen Sohn aufzog. Liutprand verheiratete Gisulf um 736/737 mit Scauniperga, einem Mädchen aus vornehmer Familie (nobili ortam progenie), mit der er den Sohn Liutprand hatte.
Dux Godescalcus war ohne Einwilligung des Königs dessen verstorbenem Neffen Gregorius nachgefolgt. Als die duces Godescalcus von Benevent und Transamund II. von Spoleto sich im Jahr 739 mit Papst Gregor III. verbündeten rückte Liutprand 739 mit seinem Heer an und Transamund floh nach Rom. Godescalc wurde 742 von den Beneventern auf der Flucht getötet und Liutprand setzte seinen Neffen Gisulf II. als dux ein.
Gisulf schenkte dem Kloster der Santa Maria in Cingla im September 745 Grundbesitz bei Teano und stiftete dem Kloster Volturno 750 mehrere Kirchen.
Nach Gisulfs Tod im Jahr 751 wurde sein Sohn Liutprand sein Nachfolger, für den Gisulfs Witwe Scauniperga zunächst die Regentschaft übernahm.